# Taça de Portugal de 2001–02
A Taça de Portugal 2001-02 foi 62ª edição da Taça de Portugal, competição sob alçada da Federação Portuguesa de Futebol.

## Oitavos de Final
| Visitado (C)              | Resultado | Visitante (C)          |
| Vila Real (II)            | 2 - 1     | Louletano (PL)         |
| Braga (PL)                | 4 - 2     | Paços de Ferreira (LH) |
| Alverca (LH)              | 1 - 2     | Sporting (PL)          |
| Marítimo (PL)             | 1 - 0     | Belenenses (PL)        |
| Caç. Taipas (II)          | 0 - 2     | Portimonense (LH)      |
| Ac. Viseu (II)            | 0 - 4     | Porto (PL)             |
| Académica de Coimbra (PL) | 1 - 2     | Salgueiros (LH)        |

| - C - campeonato em que a equipa joga |  | - III - III Divisão - II - II Divisão - LH - Liga de Honra - PL - Primeira Liga |

## Quartos de Final
| Visitado (C)    | Resultado | Visitante (C)     |
| Vila Real (II)  | 0 - 4     | Sporting (PL)     |
| Salgueiros (PL) | 0 - 0     | Marítimo (PL)     |
| Leixões (II)    | 3 - 1     | Portimonense (LH) |
| Porto (PL)      | 1 - 2     | Braga (PL)        |

| - C - campeonato em que a equipa joga |  | - II - II Divisão - LH - Liga de Honra - PL - Primeira Liga |

## Meias-Finais
| Visitado (C)  | Resultado | Visitante (C) |
| Sporting (PL) | 3 - 2     | Marítimo (PL) |
| Braga (PL)    | 1 - 3     | Leixões (II)  |

| - C - campeonato em que a equipa joga |  | - II - II Divisão - PL - Primeira Liga |

## Final
| 12 de Maio, de 2002 | Sporting         | 1 – 0 | Leixões | Estádio Nacional do Jamor, Lisboa Público: Árbitro: Olegário Benquerença |
|                     | Mário Jardel 40' |       |         |                                                                          |

## Campeão
| Taça de Portugal 2001-02 |
| ------------------------ |
| Sporting 13º Título      |